# 1455 в Україні

## Засновані, зведені
- Божиків
- Веприк (Фастівський район)
- Головурів
- Деревня (Жовківський район)
- Єрківці (Переяслав-Хмельницький район)
- Рава-Руська
- Сошників
- Старе (Бориспільський район)